# Honeybourne
Honeybourne – wieś w Anglii, w hrabstwie Worcestershire, w dystrykcie Wychavon. Leży 29 km na wschód od miasta Worcester i 135 km na północny zachód od Londynu. W 2001 miejscowość liczyła 1619 mieszkańców.